# سفارة أرمينيا في روسيا
سفارة أرمينيا في روسيا هي أرفع تمثيل دبلوماسي لدولة أرمينيا لدى روسيا. تقع السفارة في موسكو وهي تهدف لتعزيز المصالح الأرمينية في روسيا.

## وصلات خارجية
- قائمة سفارات أرمينيا
- قائمة السفارات في روسيا